# Скарлетт Томас
Скарлетт Томас (англ. Scarlett Thomas; нар. 5 липня 1972, Лондон, Велика Британія) — сучасна англійська письменниця. Авторка дев'яти романів, серед них «Корпорація Попс» та «Молоді, здібні». Викладає англійську літературу в Університеті Кенту. Співпрацює з багатьма британськими періодичними виданнями, серед яких — Independent on Sunday, Scotland on Sunday, Butterfly Magazine, Black Book, Zembla, The Scotsman, The Guardian і BBC Radio 4.

## Життєпис
Закінчила кілька шкіл, зокрема, місцеву юнацьку школу в Баркінгу. Підлітком брала участь у демонстраціях проти ядерної зброї та війни в Перській затоці. У старших класах навчалася в Чельмсфордському коледжі. Протягом 1992—1995 року здобула перший ступінь із культурології в Університеті Східного Лондона.
Перші три романи були про Лілі Паскаль, викладачку англійської літератури, яка розкриває таємниці злочинів. Кожен наступний роман був незалежним від інших. Її літературний агент — Саймон Тревін з United Agents. Нині працює над восьмим романом[коли?].
2008 року була членкинею журі Единбурзького міжнародного кінофестивалю.
Викладала в Громадському коледжі Дартмута, Південно-Східному Коледжі Ессекса та в Університеті Східного Лондона. Від 2004 року викладає англійську літературу в Університеті Кента[уточнити].
Рецензує книги для Literary Review, Scotland on Sunday.

## Оцінки
2001 року ввійшла до списку 20 найкращих молодих письменників Великої Британії за оцінками Independent on Sunday.
У 2002 році отримала премію «Elle Style Award» за роман «Операція „Вихід“».

## Твори
- Романи
  - Dead Clever (1998)
  - In Your Face (1999)
  - Seaside (1999)
  - Bright Young Things (2001)
  - Going Out (2002)
  - Корпорація Попс (2004)
  - The End of Mr. Y (2006)
  - Our Tragic Universe (2010)
  - The Seed Collectors (2015)

- Оповідання
  - Brother and Sister and Foot — серія Curly Tales на Radio 4, серпень 2005
  - Interlude — журнал Product, зима 2004-05
  - The Whole Country — журнал Zembla, літо 2004
  - Why My Grandmother Learned to Play the Flute — серія Curly Tales на Radio 4, листопад 2003
  - The Old School Museum — Big Night Out, HarperCollins, 2002
  - Debbie's Dreams — журнал The Stealth Corporation, 2002
  - Goldfish — журнал Butterfly, випуск 5, 2000
  - Mind Control — All Hail the New Puritans 4th Estate, 2000
  - Five Easy Ways with Chilli — 2008
  - Драконів луг — 2017